# Peleles
Peleles (lema: Todo hombre tiene su límite) es una telenovela de drama policial chilena escrita por Rodrigo Cuevas. Se estrenó por Canal 13 el 26 de julio de 2011, y finalizó el 15 de enero de 2012. Protagonizada por Cristián Campos, Claudio Arredondo, Daniel Alcaíno, Néstor Cantillana, Mario Horton y Martín Castillo en los personajes titulares.
Peleles fue ampliamente superada en horario prime por El laberinto de Alicia de Televisión Nacional de Chile y La Doña de Chilevisión.

## Argumento
Cuatro hombres son despedidos de una empresa de transportes cuando es adquirida por un grupo extranjero. Debido a la precaria situación económica en la cual quedan, y con la firme creencia de haber sido víctimas de una injusticia, deciden utilizar sus conocimientos sobre el negocio y tomar por asalto un camión de la empresa.
Contra todo pronóstico, y a pesar la torpeza de sus integrantes, el atraco es un éxito y el grupo decide seguir asaltando los camiones de la empresa; todo esto mientras mantienen una fachada de gente honesta e intentan continuar con la rutina en sus hogares y fingiendo normalidad ante sus familias, quienes pronto empiezan a cuestionar la misteriosa solvencia del; por ello, deciden abrir un Café con piernas como forma de justificar sus cuestionables ingresos.
Lo que los protagonistas ignoran es que la empresa extranjera que adquirió su antiguo negocio es la tapadera de un cartel contrabandista paraguayos, dirigidos por "El Chileno" uno de los más peligrosos criminales de Sudamérica, quien ha puesto precio a las cabezas de aquellos misteriosos ladrones que se atrevieron a desafiarlo.

## Final
Después del operativo en el que la banda acabó con todos los hombres de José, Investigaciones preparó todo el lugar donde se llevaría a cabo la segunda parte del plan de la comisario Matamala. Un galpón abandonado fue el lugar perfecto para enfrentarse con los narcotraficantes. Nada sería fácil y el peligro era latente porque todos estaban armados. Retamales no quería negociar con la banda porque dudaba de ellos, pero la presión fue más grande y José no tuvo otra alternativa que ir al galpón para cerrar el "negocio" con este hombre y hasta ese momento toda la planificación iba perfecta.
José llegó hasta el galpón para ver personalmente la carga de drogas, todo esto bajo la atenta supervisión de la policía. Unas miradas de Jorge pusieron en alerta a Santos Cabrera y notó que algo extraño estaba sucediendo. Ignacio no pudo ocultar su nerviosismo y la policía tuvo que actuar antes de tiempo. Los hombres por un momento temieron que Ignacio muriera en el enfrentamiento, pero José le pidió a Rosario que bajara la arma. La comisario Matamala entró en acción y tanto José como Ignacio quedaron detenidos. Los demás "Peleles" quedaron en libertad por el acuerdo que hizo Varas con la comisario, aunque ellos no querían permitir que su amigo se fuese a la cárcel.
Seis meses más tarde, Pato Carmona ya había superado su "problema". Él se puso muy contento porque por fin podría gritar "Viva Chile". Él quiso salir de la duda inmediatamente con su doctora y la pasión entre ambos fue total.
El hijo de Valentina y Tito nació y seguirá con la tradición de llamarse Alberto Jara. Pamela, muy cambiada y toda una empresaria no pudo evitar mostrarse coqueta con su marido. Tito quiso convencer a Pamela de que cambió y nuevamente le pidió disculpas por lo que hizo. Además le dijo que se olvidara de lo que había pasado y que volvieran a ser los "reyes". Pamela le dijo que eso nunca pasaría y se fue a trabajar en su furgoneta de trabajo.
Luego, Ignacio sale de la cárcel y es recibido por todos sus amigos y familia. Daniela también lo recibió con un romántico beso. Más tarde, Ignacio recibe un correo electrónico de Mónica, ya en Ecuador, que le dice que se alegra por su libertad y le desea lo mejor. Además lo invita a ese país y que tiene donde quedarse, con señora por supuesto. Así, entre problemas y reconciliaciones todos los del elenco siguieron cultivando su amistad y su vida familiar en un asado.

## Reparto
- Cristián Campos como Felipe Tagle[6]
- Claudio Arredondo como Alberto Jara[7]
- Daniel Alcaíno como Patricio Carmona
- Néstor Cantillana como Fabián Pizarro
- Mario Horton como Ignacio Varas
- Martín Castillo como Alberto Jara
- Blanca Lewin como Mónica Dávila[8]
- Mariana Loyola como Pamela Leiva
- Francisca Imboden como Susana Leiva[9]
- Carolina Arregui como Andrea Barahona[10]
- María José Bello como Daniela Acosta
- Pablo Schwarz como Rudolph Tapia
- Adriano Castillo como Santos Cabrera
- María Elena Duvauchelle como Hilda Cáceres
- Ramón Llao como Arsenio Camacho
- Verónica Soffia como Paula Jara
- Andrea Velasco como Valentina Tagle
- Daniel Kiblisky como Marco Gumucio
- Mauricio Diocares como Saturnino Gamarra
- Edison Díaz como Roque Gamarra
- Vanessa Monteiro como Ximena Neira
- Heidrun Breier como Irina Burkhard
- Vanessa Borghi como Rosario López
- Belén Díaz como Rosa Verdugo
- Francisco Braithwaite como El Rata

### Actores invitados
- Berta Lasala como Lilia Matamala[11]
- Edgardo Bruna como Fernando Varas
- Loreto Valenzuela como Teresa Mendizábal
- Carmen Disa Gutiérrez como Gladys Dávila
- José Secall como Ricardo Barahona
- José Soza como Jorge Retamales
- Nelson Brodt como Gerardo Marambio
- Hugo Medina como Ramiro Lillo
- Sonia Mena como Gloria Leiva
- Gabriela Medina como Myriam
- Diego Casanueva como Adrián Fonseca
- Cristóbal Tapia-Montt como Gonzalo Baeza
- Ariel Mateluna como "El Chocolo"

## Audiencia
El episodio final de la telenovela se transmitió el 15 de enero de 2012 a las 22:20 horas y a continuación se estrenó el reality show Mundos opuestos. Con una sintonía de 24,5 puntos de rating entre ese horario y las 23:06 horas, se ubicó en el primer lugar de sintonía en su horario y quedó en el segundo lugar del día, solo superado por el estreno del reality, al cual la nocturna le entregó 29,0. Su penúltimo episodio se transmitió el 12 de enero de 2012 y marcó 17,9 puntos de sintonía. Logró un promedio de 14,4 puntos, quedando segunda en su horario luego de La Doña y superando a TVN con Su nombre es Joaquín.

### Rating
| Horário              | # Eps. | Estreno             | Estreno           | Final               | Final           | Posición | Temporada | Medio |
| Horário              | # Eps. | Data                | Primeiro capítulo | Data                | Último capítulo | Posición | Temporada | Medio |
| -------------------- | ------ | ------------------- | ----------------- | ------------------- | --------------- | -------- | --------- | ----- |
| Lunes - Jueves 22:20 | 83     | 26 de julio de 2011 | 16,4              | 15 de enero de 2012 | 24,5            | 2        | 2011      | 14,4  |